# Done With You
Done With You er en sang fra det amerikanske alternative band Papa Roach.